# Óbánya
Óbánya (deutsch Altglashütte) ist eine ungarische Gemeinde im Kreis  Pécsvárad im Komitat Baranya. Knapp die Hälfte der Bewohner gehört der deutschen Minderheit an.

## Geografische Lage
Óbánya liegt im östlichen Teil des Mecsek, ungefähr sieben Kilometer nördlich der Kreisstadt Pécsvárad, an dem kleinen Fluss Öreg-patak. Die Nachbargemeinde Mecseknádasd befindet sich fünf Kilometer östlich des Ortes.

## Sehenswürdigkeiten
- Dorfmuseum (Falumúzeum)
- Naturschutzgebiet Kelet-Mecsek Tájvédelmi Körzet
- Römisch-katholische Kirche Boldogságos Szűz Mária anyasága, erbaut 1850
- Skóciai-Szent-Margit-Statue (Skóciai Szent Margit), erschaffen von Attila Tóth

## Verkehr
Óbánya ist nur über die Nebenstraße Nr. 56194 zu erreichen. Der nächstgelegene Bahnhof befindet sich 11 Kilometer nordöstlich in Hidas-Bonyhád.

## Bilder

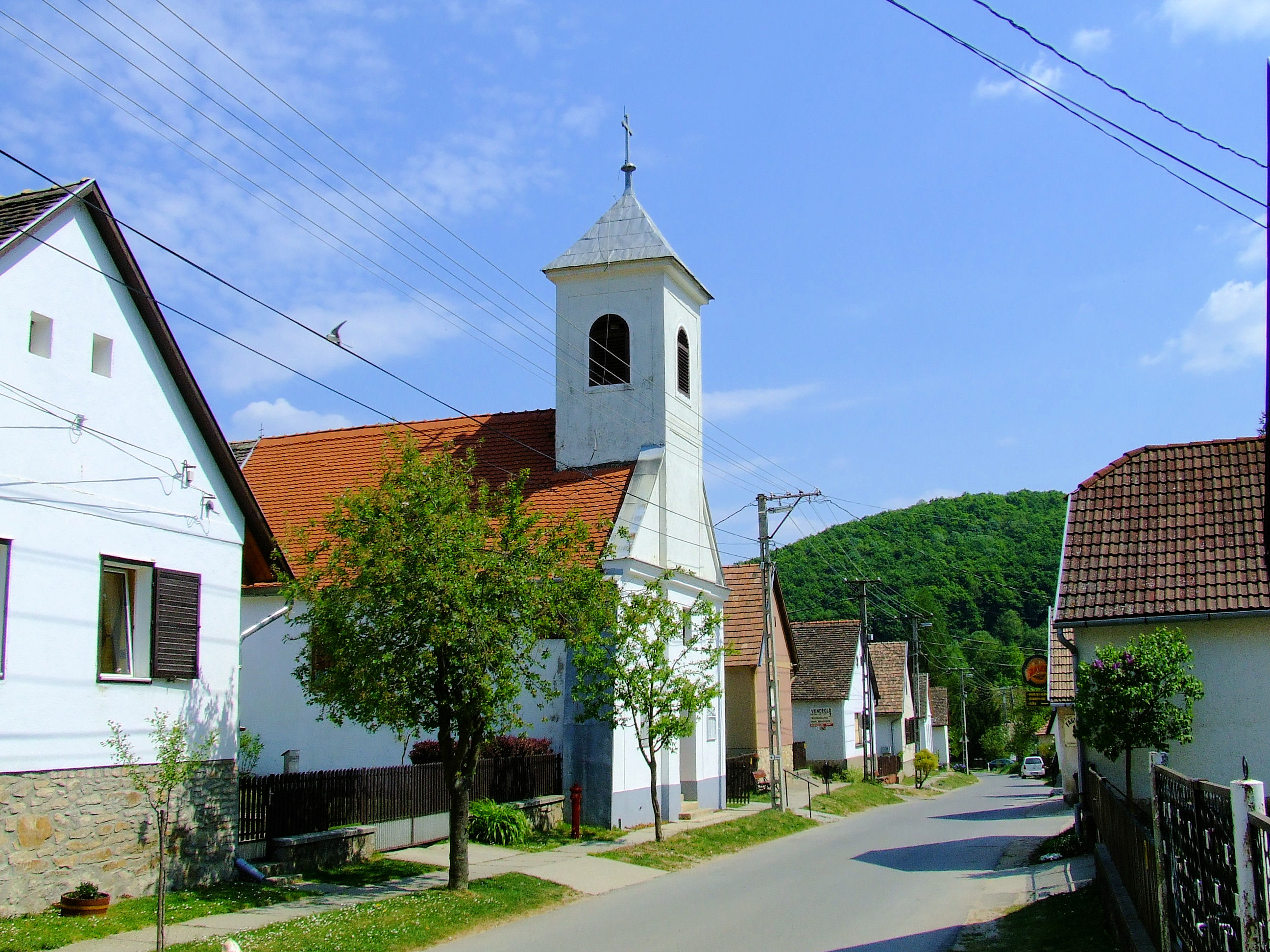
Röm.-kath. Kirche Boldogságos Szűz Mária anyasága
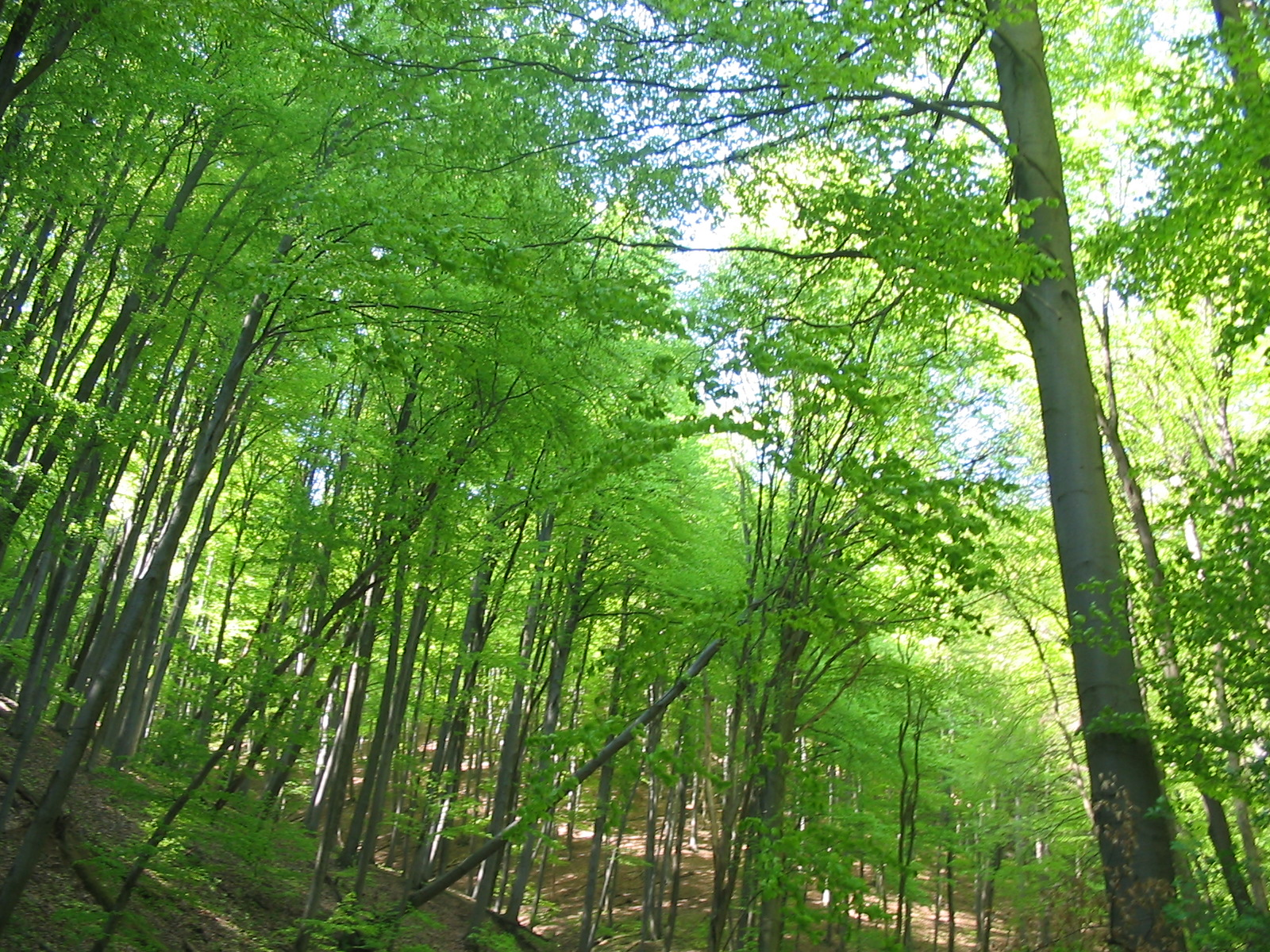
Waldgebiet bei Óbánya
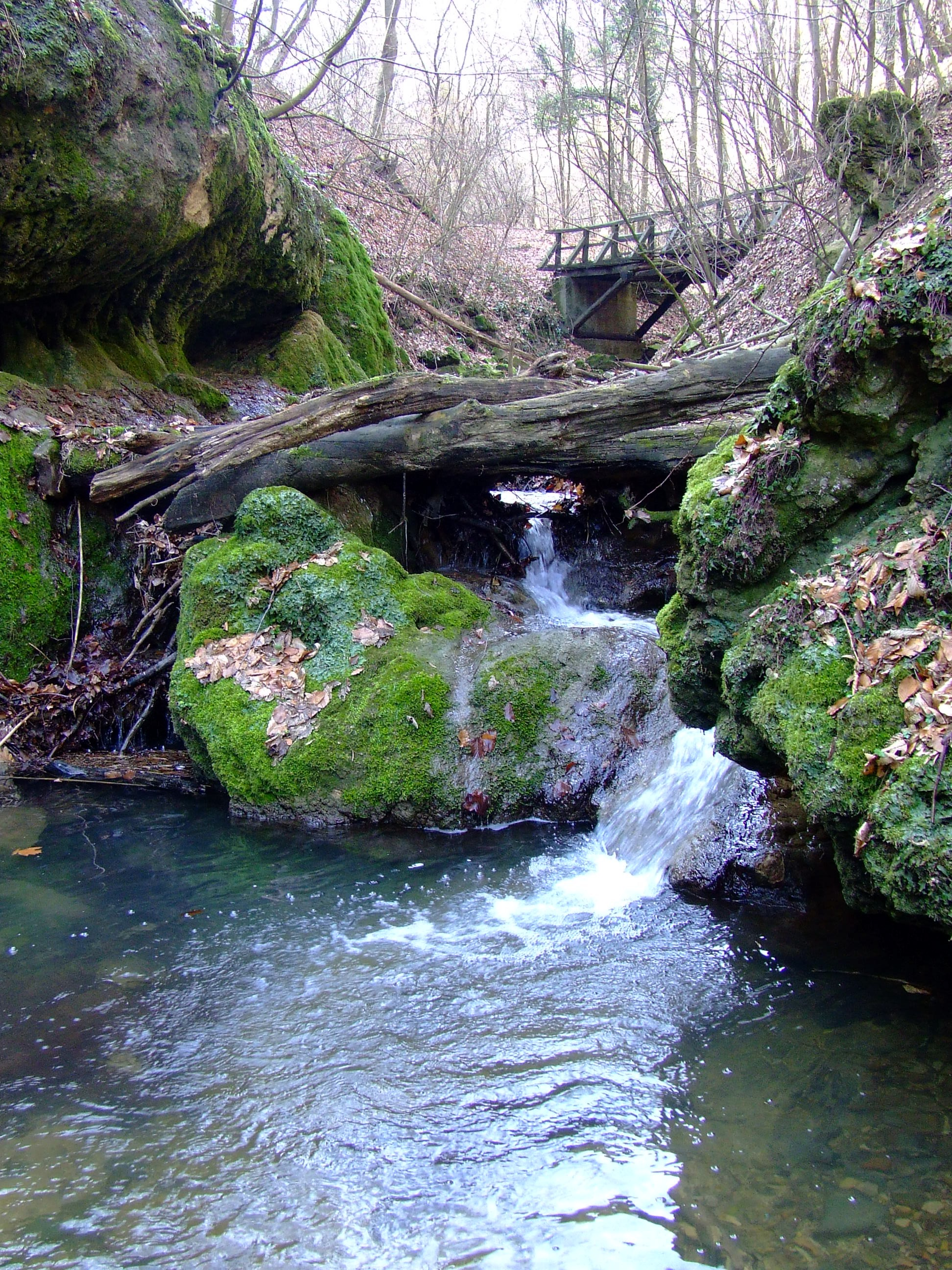
Öreg-patak